# Amorphophallus rugosus
Amorphophallus rugosus är en kallaväxtart som beskrevs av Wilbert Leonard Anna Hetterscheid och Anthony L. Lamb. Amorphophallus rugosus ingår i släktet Amorphophallus och familjen kallaväxter. Inga underarter finns listade.